# Macaroeris albosignata
Macaroeris albosignata là một loài nhện trong họ Salticidae.
Loài này thuộc chi Macaroeris. Macaroeris albosignata được Joachim Schmidt & Otto Krause miêu tả năm 1996.